# Ervin Moldován-Horváth
Pour les articles homonymes, voir Moldovan et Horváth.
Dans le nom hongrois Moldován-Horváth Ervin, le nom de famille précède le prénom, mais cet article utilise l’ordre habituel en français Ervin Moldován-Horváth, où le prénom précède le nom.
Ervin Moldován-Horváth (né le 5 février 1978 à Miercurea-Ciuc en Roumanie) est un joueur de hockey sur glace roumain. Il joue dans le OB I. Bajnokság, il y a joué plus de 100 matchs.

## Biographie

### En club
Au Superliga Nationala, il joua 2 saisons avec le Sportul Studențesc et puis 9 avec le SC Csíkszereda dont 3 combiné avec le OB I. Bajnokság.
Au OB I. Bajnokság, il y joue depuis 4 saisons avec le SC Csíkszereda.

### En équipe nationale
Il représente la Roumanie au Championnat du monde.